# جرالد کلیتون
جرالد کلیتون (انگلیسی: Gerald Clayton؛ زادهٔ ۱۱ مهٔ ۱۹۸۴) موسیقی‌دان و نوازندهٔ پیانو جاز اهل ایالات متحده آمریکا است.
او خودش ۴ آلبوم موسیقی به بازار ارائه کرده و در ۱۴ آلبوم موسیقی از هنرمندان دیگر، به عنوان نوازندهٔ مدعو حضور داشته‌است.